# O.Torvald
O.Torvald (connu en Ukraine sous la typographie « О.Torvald », avec alphabet latin) est un groupe ukrainien qui représente l'Ukraine au Concours Eurovision de la chanson 2017 à Kiev, en Ukraine.
Il est constitué de Yevhen Halych, Denys Myzyuk, Mykola Rayda, Oleksandr Solokha et Mykyta Vasylʹyev.
En 2018, le groupe a déménagé en Pologne et leur activité dans la vie culturelle a quelque peu diminué, bien que plusieurs chansons et clips soient sortis pendant cette période.

## Formation
Membres actuels
- Yevhen Halych (chant/guitare rythmique)
- Denys Mizyuk (guitare solo/chœur)
- Mykola Rayda (DJ/claviers)
- Mykyta Vasyl'yev (guitare basse/chœur)
- Oleksandr Solokha (batteur)

## Discographie

### Albums
- O.Torvald (O.Torvald, 2008)
- В тобі (V tobi, 2011)
- Примат (Primate, 2012)
- Ти Є (ty ye, Tu es, 2014)
- #нашілюдивсюди (#nashiliudyvsiudy, #nosgenssontpartout, 2016)